# طباعة نافثة للحبر
الطباعة النافثة للحبر هي نوع من الطباعة الحاسوبية التي تعيد إنشاء صورة رقمية عن طريق دفع قطرات من الحبر على الورق والركائز البلاستيكية. كانت الطابعات النافثة للحبر هي أكثر أنواع الطابعات استخدامًا في عام 2008، وتتراوح من النماذج الاستهلاكية الصغيرة غير المكلفة إلى الآلات الاحترافية باهظة الثمن. بحلول عام 2019، تجاوزت مبيعات طابعات الليزر الطابعات النافثة للحبر بنسبة 2:1 تقريبًا، أي 9.6% مقابل 5.1% من جميع الأجهزة الطرفية للكمبيوتر.
نشأ مفهوم الطباعة النافثة للحبر في القرن العشرين، وطُورت هذه التقنية لأول مرة على نطاق واسع في أوائل الخمسينيات. طُورت طابعات نفث الحبر التي يمكنها إعادة إنتاج الصور الرقمية المُولدة بواسطة أجهزة الكمبيوتر في أواخر السبعينيات، وبالتحديد عن طريق شركة سيكو إبسون وهوليت باكارد وكانون. تهيمن أربعة شركات مصنعة على معظم مبيعات الطابعات النافثة للحبر في السوق الاستهلاكية في جميع أنحاء العالم: وهي كانون وهوليت باكارد وإبسون والشركة اليابانية بروذر للصناعة.
يستخدم سوق ترسب مواد نفث الحبر الناشئة تقنيات نفث الحبر أيضًا، وعادةً ما تستخدم رؤوس الطباعة بلورات كهرضغطية لترسيب المواد مباشرة على الركائز.
توسعت هذه التقنية وبإمكان الحبر اليوم أن يحوي أيضًا معجون لحام في تجميع لوحة دارات مطبوعة أو الخلايا الحية، لصنع أجهزة استشعار حيوية وهندسة الأنسجة.
تُباع الصور المُستخرجة باستعمال طابعات نفث الحبر أحيانًا تحت أسماء تجارية معينة مثل ديديغراف وطباعة آيريس وجيكلي وكرومالين. تُباع نسخ الفنون الجميلة المطبوعة بنفث الحبر عادةً تحت هذه الأسماء التجارية لتشمل منتجًا عالي الجودة ولتتجنب الارتباط بالطباعة اليومية.

## الأنواع
هناك نوعان من التقنيات الرئيسية المستخدمة في طابعات نفث الحبر المعاصرة: النوع المتمثل في النفث الحبري المستمر (سي آي جي) والنوع الذي ينخفض حسب الطلب (دي أو دي).

### النفث الحبري المستمر
هي طريقة تُستخدم تجاريًا لأغراض التشفير وطباعة العلامات على المنتجات وعبوات التغليف، وظهرت فكرة النفث الحبري المستمر لأول مرة في عام 1867 بواسطة اللورد كلفن الذي حصل على براءة اختراع لمسجل السيفون، وسجل إشارات التلغراف لتكون تتبعًا مستمرًا على الورق باستخدام فوهة نفث الحبر المنحرف بواسطة اللفة المغناطيسية. قُدمت أول الأجهزة التجارية (مسجلات المخططات الطبية) في عام 1951 بواسطة شركة سيمنز.
توجه تقنية النفث الحبري المستمر مضخة تدفع التيار الحبري السائل عالي الضغط خلال فتحة أنبوبية تشبه ماسورة البندقية، موجودة بخزان الحبر وتنتهي تلك الفتحة الأنبوبية بفوهة إبرية ميكروسكوبية، وبذلك ينشأ تيار متدفق مستمر من القطيرات الحبرية عبر تلك الفوهة الإبرية، ويوجد بهذا النظام بلورة كريستالية مُصدرة لموجات على شكل اهتزازات تشبه الموجات السمعية، وتكون تلك الاهتزازات داخل الفتحة الانبوبية التي تشبه ماسورة البندقية وينشأ عن ذلك تحطيم التيار الحبري المستمر إلى قطيرات منتظمة على فترات زمنية متماثلة يمكن أن يبلغ عددها من 64000 إلى 165000 قطيرة/ثانية، وتوجه تلك القطيرات الحبرية الميكرونية إلى مجال كهروستاتيكي، يُخلق بواسطة أقطاب ذات فرق جهد عالي، وتختلف قوى الشحن داخل هذا المجال الكهروستاتيكي تبعًا لدرجة عدد القطيرات المطلوب الطبع بها بعد تحميلها بعد ذلك بالمعطيات الرقمية للعناصر والموضوعات المطلوب طبعها.
تتوقف وحدة ونعومة الطبع هنا على قوة الشحن الكهروستاتيكي لكل قطيرة حبر، وتكون هناك قطيرات غير مشحونة حول القطيرات الحبرية المشحونة لتقليل التنافر الكهروستاتيكي بين النقط المتجاورة.
تنجرف القطرات الحبرية عالية الشحن الكهروستاتيكي بشكل أكبر نحو مزراب التجميع، وتُستخدم القطيرات الدقيقة للغاية، وتُجمع معظم القطيرات وحتى الكبيرة منها مرة أخرى في المزراب لإعادة الطبع بها.
يعد النفث الحبري المستمر، من أقدم طرق النفث الحبري ويكون اندفاع القطيرات الحبرية فيه اندفاعًا معقولًا (يصل إلى 20 متر/ثانية)، ويرجع هذا إلى المسافة بين الفوهات الإبرية والخامة الطباعية، فكلما كانت المسافة بينهما مناسبة، كلما كانت الجودة أفضل، لأن المسافة لو كانت أصغر من اللازم أو أكبر من اللازم فإنه يمكن حدوث تشوه لبعض المناطق في الطباعة.
من عيوب النفث الحبري المستمر، انسداد بعض الفوهات، ويرجع هذا إلى جفاف الحبر داخلها. ولحل هذه المشكلة، يجب استخدام الكيتونات والكحولات للتخلص من الغبار أو بقايا الحبر التي جفت داخل الفوهات.

## كيف تعمل طابعة الحبر النفاث؟

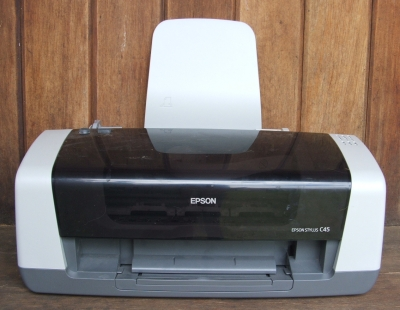
إبسون طابعة الحبر النفاث

تعتمد فكرة عمل هذا النوع من طابعات الحاسوب على تسخين جزء من مستودع الحبر إلى درجة حرارة تصل إلى 300 درجة مئوية. مما يحدث فقاعات بخار داخل مستودع الحبر مما تدفع قطرات الحبر إلى الخارج من فتحة خاصة تدعى «Jet» يصل عدد هذه الفتحات إلى 400 فتحة دقيقة يخرج منها الحبر قطرات الحبر في نفس اللحظة. بمجرد ملامسة قطرات الحبر الورقة تجف مباشرة. هذه العملية تتكرر عدة آلاف من المرات في الثانية الواحدة.
وهنا نلاحظ أنه لايوجد أجزاء متحركة في الرأس -ما عدا الحبر بالطبع- مما يجعل الطابعة أكثر هدوءًا وتصل دقة هذا النوع من الطابعات إلى 300 DPI أي تضاهى صغيرة وكل فوهة منهم تستطيع بثق فقاعة حبرية. وتستخدم عدة طرق لبثق الحبر منها:-
•الكهرباء بالضغط أو الإجهاد - تم اختراع هذه الطريقة بواسطة شركة إبسون وتستخدم هذه الطريقة البلورات الضغطية. يوجد عند نهاية كل مخزن حبري عند فوهات الطابعة الصغيرة بلورة. عندما تأتي شحنة كهربائية إلى هذه البلورة فأنها تهتز. عندما تهتز إلى الداخل فإنها تدفع جزءا من الحبر إلى خارج فوهة الطباعة ومن ثم للورقة.
هذا ما يحدث عندما تضغط زر الطباعة في الكمبيوتر.. ؟؟
•يقوم البرنامج الذي تستخدمه بإرسال بيانات الطباعة إلى برنامج أخر يسمى « المشغل » وهو حلقة الوصل بين الكمبيوتر والطابعة.
•يقوم برنامج المشغل بترجمة البيانات إلى لغة تفهمها الطابعة وبعد ذلك يتأكد البرنامج أن الطابعة متصلة.
•يتم إرسال البيانات إلى الطابعة عن طريق ناقل متسلسل عام «يو إس بي».
•تستقبل الطابعة البيانات وتحفظها في ذاكرة عشوائية تختلف في سعتها من 512 كيلوبايت إلى 16ميجابايت على حسب نوعية الطابعة.
•تقوم الطابعة بعملية تنظيف لرأس الطباعة قبل الطباعة إذا كانت متوقفة لمدة معينة.
•تقوم دوائر التحكم الكهربائية بتحريك محرك الطابعة الكهربائي مما يؤدي إلى تحريك الأسطوانات والتي تسحب الورق إلى داخل الطابعة.
•يقوم بعد ذلك المحرك الكهربائي بتحريك رأس الطباعة بواسطة حزام سير. يقف المحرك وقفات لمدة صغيرة جدا وذلك عند بثق الحبر في كل مرة تتم فيها الطباعة. هذه التوقفات تحدث بسرعة جدا بحيث تظهر عملية الطباعة وكأنها متصلة بدون توقف.
•يتم بثق أكثر من نقطة حبر في كل مرة بحيث يتم الحصول على اللون المطلوب.
•عند إنهاء السطر يقوم محرك الورق بالتقدم خطوة إلى الأمام
•تستمر هذه العملية حتى يتم طباعة الصفحة كاملة. يختلف الوقت الذي تأخذه الطابعة لإتمام طباعة صفحة معينة من نوع إلى أخر كما يعتمد على حجم الصفحة وخصائص الصورة والألوان.
•بعد إنهاء الطباعة يقوم محرك الورق بدفع الورقة خارج الطابعة.